# Agriculture en Bulgarie

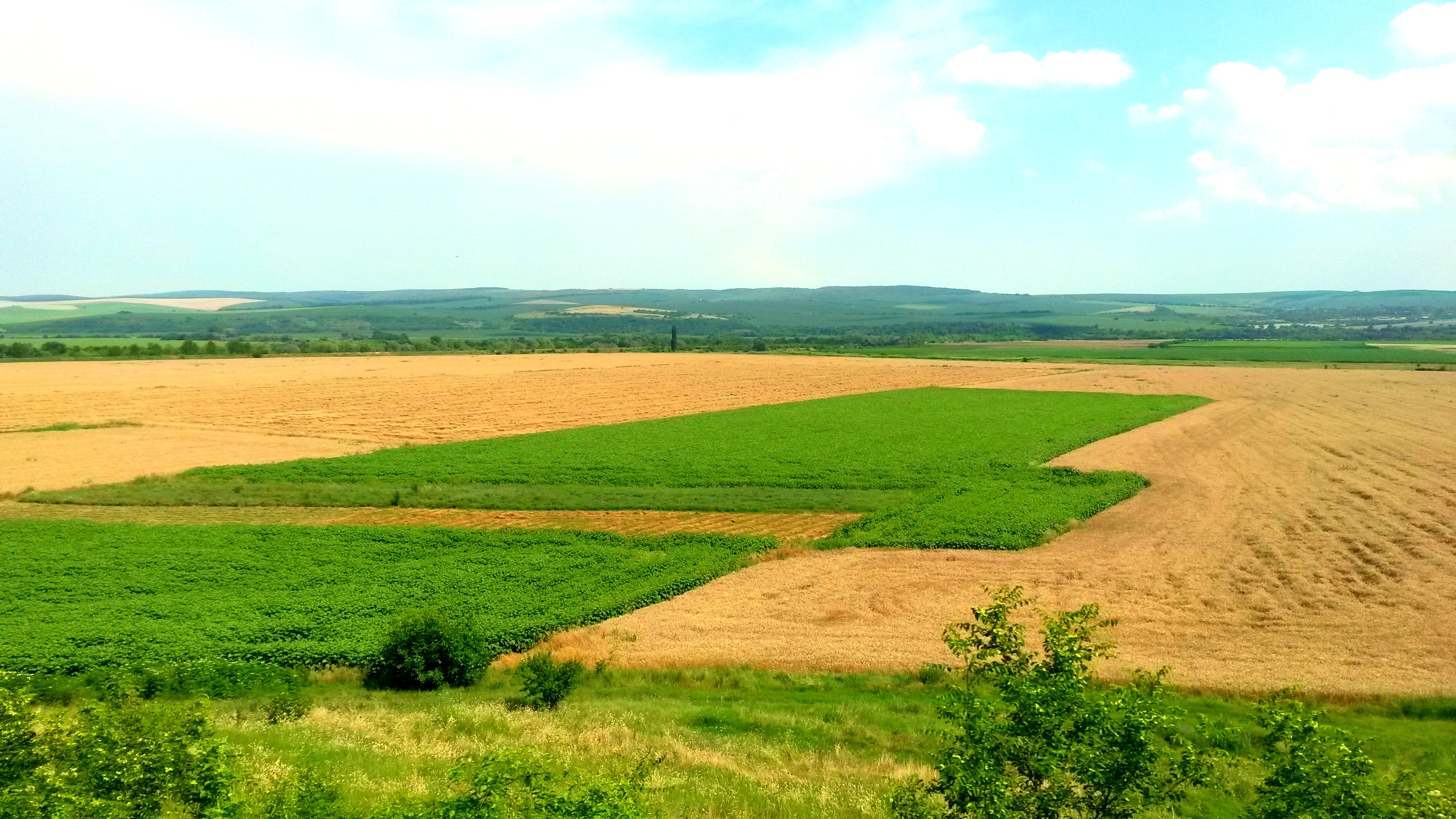
Champ entre les villes de Veliko Tarnovo et de Roussé.

L'agriculture en Bulgarie a comme le reste des activités économiques du pays subi une crise importante à la suite de la chute de l'URSS, mais connait depuis le milieu des années 2000, une certaine modernisation liée à son entrée dans l'Union européenne.
L'agriculture bulgare est renommée pour ses parfums (de roses et de lavandes notamment), son vin, son tabac, ses fruits et légumes et ses produits laitiers (yaourts et fromages).

## Production
La Bulgarie a produit en 2018:
- 5,8 millions de tonnes de blé;
- 3,4 millions de tonnes de maïs;
- 1,9 million de tonnes de graines de tournesol (7e producteur mondial);
- 471 000 tonnes de colza;
- 437 000 tonnes d'orge;
- 261 000 tonnes de pomme de terre;
- 195 000 tonnes de raisin;
- 148 000 tonnes de tomates;

En plus des rendements inférieurs d'autres produits agricoles.

## Histoire

### Période pré-soviétique

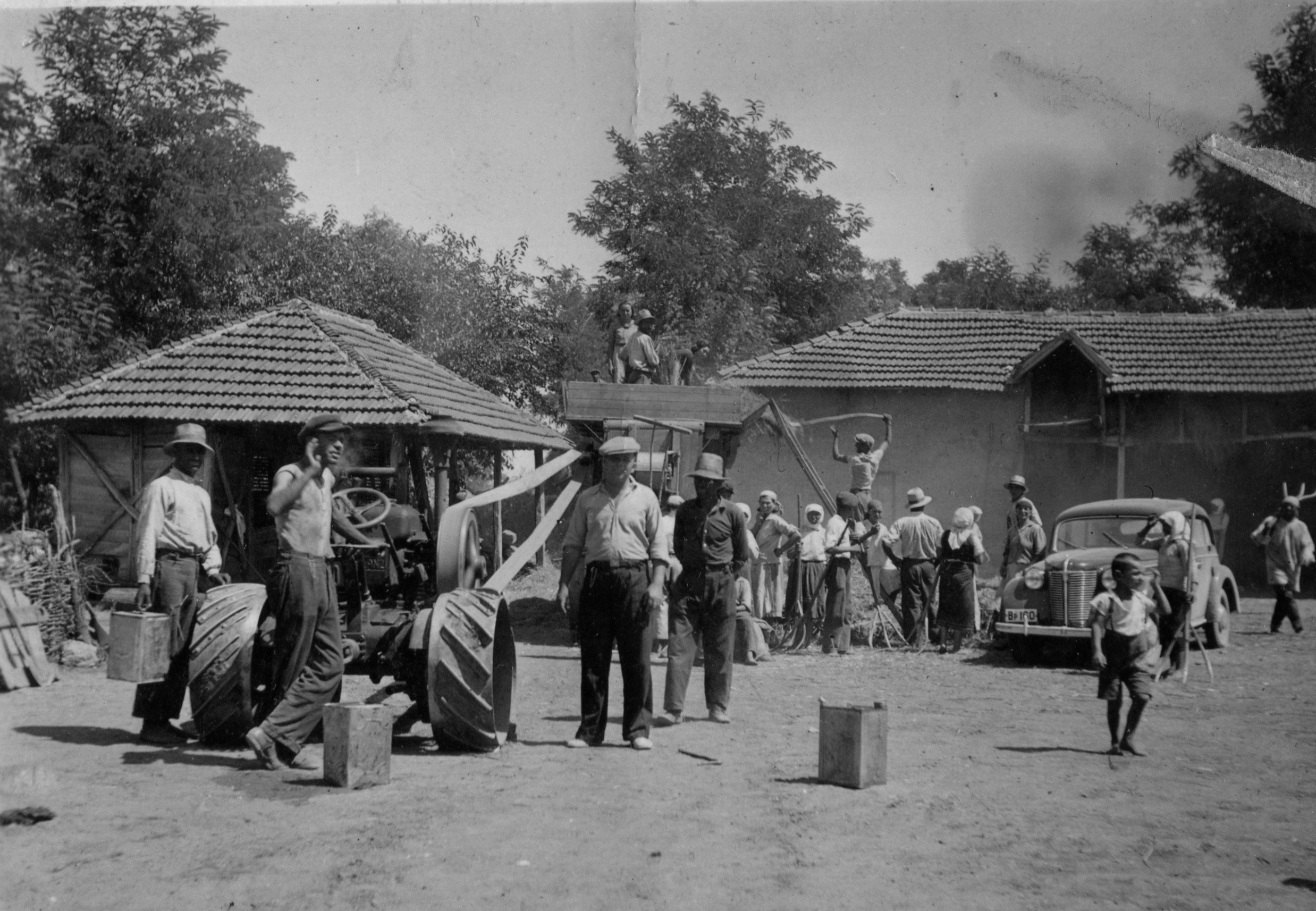
Battage du blé en 1938.

Avant la Seconde Guerre mondiale, la structure parcellaire de l'agriculture bulgare est marquée par des fermes de petites tailles liées à l'agriculture vivrière,. La modernisation via la motorisation et la mécanisation de l'agriculture est lente et se concentre dans les exploitations de grandes tailles dans la première moitié du vingtième siècle.
En 1897, la Bulgarie possède 550 000 exploitations agricoles, d'une superficie de 7,3 hectares en moyenne. L'ensemble comprend près de 8 millions de parcelles d'une superficie moyenne de 0,5 hectare, soit 10 parcelles par exploitation. En 1908, il existe 640 000 exploitations agricoles, pour une superficie moyenne de 6,3 hectares, avec près de 10 millions de parcelles d'une superficie moyenne de 0,47 hectare, soit 10,5 parcelles par exploitation.
En 1926, la superficie moyenne des exploitations est de 5,7 hectares. 57 % des exploitations agricoles possèdent moins de 5 hectares de terres, avec un faible nombre d'exploitations de grande taille,. En 1934, la superficie moyenne est de 4,9 hectares, pour près de 900 000 exploitations, le pays compte 12 millions de parcelles soit plus de 13 parcelles par ferme. En 1939, l'agriculture représente toujours 65 % du produit matériel net et près de 80 % de la main-d'œuvre. La superficie moyenne  est de 4,3 hectares en 1944. Cette diminution de la taille des exploitations concerne notamment les exploitations de plus petites tailles avec un grand nombre d'exploitations de 0,3 à 0,4 hectare.
En 1946, près de 69 % des exploitations agricoles font moins de 5 hectares,. La même année, le pays possède encore 1,1 million de propriétaires de terres agricoles, pour une superficie moyenne de 3,9 hectares,. Le pays comporte 12 millions de parcelles qui ont une superficie moyenne de 0,3 hectare. Le secteur agricole représente 82 % de l'emploi. De plus, les parcelles étaient fragmentées, avec près de 12 millions de parcelles pour une superficie moyenne des parcelles entre 0,3 et 0,4 hectare

### Période soviétique

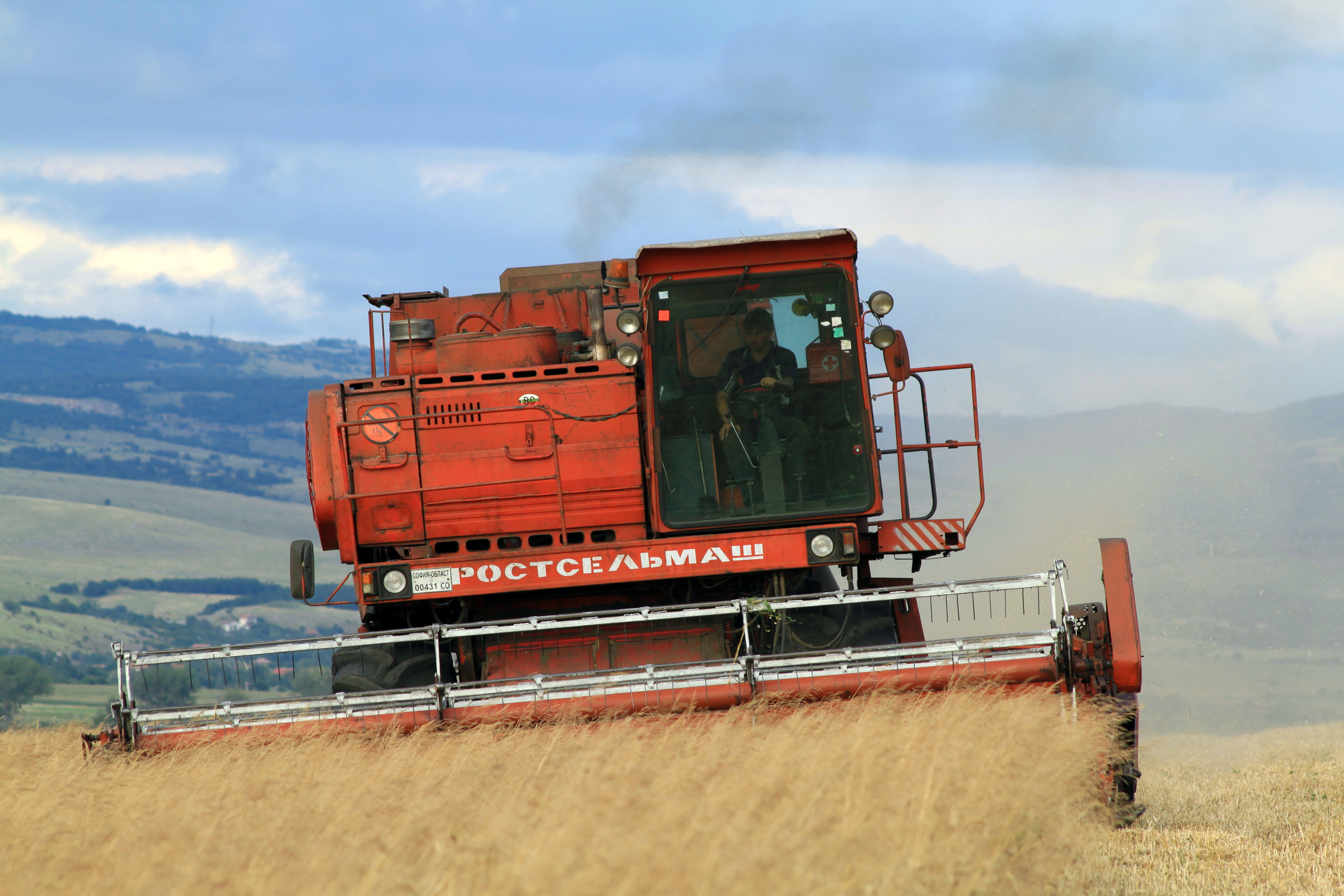
Moissonneuse de marque Rostselmash de modèle "Don", en Bulgarie.

À la création de la République populaire de Bulgarie, le parti communiste bulgare souhaite changer le modèle agricole bulgare. Il dissout dans un premier temps la banque agricole. Des tentatives de collectivisations sont faites de manière volontaire sur le modèle des kolkhozes via la Law for labor cooperative agricultural farms, qui met en place des "fermes coopératives
de travail agricole" (TKZC). Les exploitations de plus 20 hectares sont nationalisées, pour être données soit à la paysannerie sans terre, soit collectivisées dans des fermes d'État. Mais en 1947, seulement 3,8 % de la terre arable est collectivisée. En 1948, les machines agricoles sont collectivisées. Si la part des terres arables collectivisées passe à uniquement 12 % en 1949, une grande partie de la population agricole est déjà membre de coopératives. La collectivisation accélère fortement entre 1949 et 1952, sous la contrainte, date où 61 % des terres arables sont collectivisées. La collectivisation est déclarée terminée en 1958, lorsque 92 % des terres arables sont collectivisées. La quasi-totalité des terres agricoles sont collectivisés dans les années 70. Bien que collectivisées, les exploitations étatiques sont de plus petites tailles que celles de l'URSS.
Cette collectivisation est mise en place par des outils de planification renouvelés tous les 2 ans et tous les 5 ans. Cette planification s'adresse directement à chaque exploitation agricole collectivisée. Elle détermine les surfaces de cultures, le nombre de têtes de bétail, les outils de production, les salaires, les normes sanitaires, les investissements, ainsi que la manière de gérer l'exploitation. Cependant, ces plans ont souvent des objectifs irréalistes. Ainsi le 1er plan quinquennal de 1949 à 1953 avait pour objectif une augmentation de la production agricole de 59 %, alors que celle-ci n'augmenta que de 0,9 %. Le 3e plan quinquennal de 1958 à 1960 a pour objectif une augmentation de 25 %, alors que la production agricole n'augmente que de 3 %. À partir des années 1960, les exploitations coopératives ne rémunèrent plus qu'uniquement en fonction du travail et non plus en rente liée aux terres apportées à la coopérative.
Ce troisième plan quinquennal de 1958 à 1960, lance également une restructuration des exploitations étatiques qui passent de 3 450 à 932 exploitations pour l'ensemble du pays, avec une superficie moyenne de ces exploitations qui passe de 1 000 à 4 500 hectares,. Les exploitations continuent à être consolidées, en 1969, leur nombre passe à 932. En 1971, les 744 fermes coopératives et 56 fermes d'État (DZC) de la Bulgarie sont fusionnées dans 161 nouveaux complexes (APK), avec en moyenne une superficie de 24 000 hectares et 6 500 membres. Le nombre d'exploitations passe à 143 en 1977. La plus grande exploitation avait une superficie de plus de 100 000 hectares. Enfin, en 1987, le pays connaît une dernière réforme de son agriculture sous l'ère soviétique, les complexes agricoles sont scindés en entités plus petites, au nombre de 2 000, d'une taille similaire à celles des années 50.
L'ensemble de cette collectivisation se fait dans un contexte où l'État a un contrôle absolu sur les prix, qui doivent rester stables sur de longues périodes de temps (plusieurs années), indépendamment par exemple d'épisodes climatiques. De manière générale, le gouvernement soviétique mène une politique de prix bas pour les denrées agricoles, pour soutenir l'industrie et pour des raisons sociales. Ces dispositifs n'incitent pas les exploitations agricoles à produire davantage, à augmenter leur productivité ou la qualité de leur production, en raison des investissements que cela nécessite et de l'absence de retour sur investissements. À l'inverse, l'État investit des moyens importants pour moderniser l'agriculture, pour la mécaniser, la motoriser, notamment au travers de stations de machines agricoles (MTC) entre 1945 et 1962, en augmentant significativement le nombre de tracteurs et de moissonneuses notamment. Durant les années 60, l'ensemble du secteur a accès à ces outils. De plus, un effort important est fait pour améliorer l'irrigation des cultures ou renouveler les vergers et les vignobles. Il en va de même pour l'élevage, où une grande partie de la traite, de la distribution du fourrage et du nettoyage des fermes sont motorisés. Ces investissements sont également humains avec l'augmentation du niveau de qualification, de spécialisation et des chercheurs dans l'agriculture. L'ensemble, notamment la motorisation, l'arrivée de produits de protection des cultures et d'engrais, a grandement augmenté la production agricole et la productivité.
Cependant, le secteur agricole n'atteint pas les objectifs fixés à partir des années 1970, la croissance agricole chute, comme la croissance de la productivité du travail agricole. Cet échec réoriente la politique agricole vers des exploitations plus petites. Plusieurs hausses des prix agricoles sont également mises en place en 1974, 1980 et 1987. En 1982, le nombre d'exploitations publiques est de 296, avec une superficie moyenne de 16 000 hectares. Un management des membres de ces exploitations plus simple est mis en place, pour pallier le trop fort encadrement, l'absence d'incitation salariale et la mauvaise allocation de ressources,. L'autonomie de chaque exploitation augmente également, malgré cela, les prix des denrées agricoles restent très bas ce qui les pénalise. En 1987, la Bulgarie est avec la Hongrie, le pays du Bloc de l'Est qui possède le plus de surplus agricoles, mais la situation change radicalement entre 1987 et 1990, année où un rationnement est mis en place et les exportations sont suspendues.
Malgré ces collectivisations, une partie des terres collectivisées est concédée pour la consommation domestique, au travers de parcelles d'environ 0,3 hectare. En 1971, des mesures étatiques sont prises pour augmenter le nombre et l'importance de ces petites exploitations. En 1972, des organisations par types de productions agricoles sont créées nationalement et régionalement. En 1974, des facilités sont données pour l'utilisation d'intrants pour leurs cultures, en plus d'étendre leur superficie. Les prix agricoles sont également augmentés pour les aider. En 1977, la taille limite de ces parcelles est également supprimée,. En 1982, ces parcelles représentaient près de 25 % de la production et de la valeur agricole du pays. En 1987, ces lopins de terre représentaient environ 14 % des terres agricoles. Ils représentent ainsi en 1988, 44 % de la production de maïs, 37 % de celle de tomates, 62 % des pommes de terre, 25 % des pommes, 43 % du raisins, 40 % de la viande, 25 % du lait, 49 % des œufs et 86 % du miel.
La stratégie agricole du pays vise essentiellement à alimenter les exportations, notamment en privilégiant les exportations de viande, en plus de maintenir un marché national,. Ainsi, l'élevage est bien plus mis en avant que les cultures céréalières. Ce sont notamment les élevages porcins et de volailles, et dans une moindre mesure l'élevage ovin, qui affichent les plus fortes croissances entre 1970 et 1988. La Bulgarie à cette époque privilégie également les cultures maraichères, notamment les pommes et les tomates. Malgré cela, la Bulgarie reste un important exportateur de tabac et un important producteur de blé, de maïs, d'orge, de betteraves à sucre, de pommes de terre, de tournesols, de soja et de roses.

### Réforme agraire: 1989 - 1997
En 1991, une vaste réforme agraire, sous le nom de Law of ownership and use of farm land (LOUFL) est lancée par le gouvernement de Dimitar Popov. Cette réforme vise dans un premier temps à distribuer les complexes soviétiques à leurs employés, puis à redistribuer des terres agricoles collectivisées à leurs propriétaires précédents ou à leur héritiers,,,. Les terres et les actifs non distribués sont placés dans les exploitations coopératives nouvellement créées, alors qu'en parallèle certains actifs des fermes d'État sont vendus au plus offrant. Cette loi est mise en place par les Municipal Land Commissions, sous la gestion du ministère de l'agriculture des forêts et de la réforme agraire (MAFAR). Cependant cette réforme a mis du temps à se mettre en place, malgré les efforts gouvernementaux pour réduire ses coûts pour ceux concernés par ces transactions (réduction des frais notariaux, etc.). En 1989, 86 % de la superficie cultivée l'était par des exploitations collectivisés ou groupées. En 1992, 82 % de la superficie cultivée l'était encore par celles-ci, chiffre qui est passé à 67 % en 1994. La même année, la taille des exploitations individuelle est en moyenne de 1 hectare. La part des exploitations individuelles est passée de 33 % en 1994 à 47 % en 2003.
Si en 1991, l'agriculture représente 20 % de l'emploi et près de 15 % du PIB, cette part augmente durant la décennie pour passer à près de 25 % de l'emploi et plus de 20 % du PIB en 1998, malgré le fait que la production a baissé entre 1989 et 1996, de près de 30 %,. Cette baisse s'explique par une hausse des coûts intermédiaires, une baisse de la consommation de denrées agricoles de la population bulgare, une politique de réduction de la hausse des prix agricoles et les effets de la réforme agraire. Cette crise a réduit la superficie cultivée (de plus de 15 % entre 1994 et 2004), la quantité d'intrants et la mécanisation des exploitations . Ainsi par exemple, l'utilisation d'engrais est passée de 800 000 tonnes en 1989 à 200 000 tonnes en 1996. Les régions qui ont été le plus touchées par la déprise agricole sont principalement les régions de l'ouest et du sud-ouest.
La réforme agraire a induit des problématiques comme la fragmentation géographique des terres exploitées pour chaque exploitant ou la possession de terres par de nombreux non-exploitants et de nombreuses personnes âgées . La réforme agraire a donné des propriétés agraires à près de 4 millions de personnes, soit plus de la moitié de la population. Elle a touché près de 85 % des terres agricoles bulgares. De plus la complexité de la réforme est telle, pour définir les propriétaires et les limites de propriétés, qu'elle empêche les services notariaux d'assurer les autres transactions de propriétés, empêchant ou réduisant la consolidation des terres agricoles,. Alors que dans le même temps de nombreuses personnes vivant dans le milieu rural n'ont pas ou peu de terres agricoles. Enfin, de manière plus critique, un grand nombre de productions a fortement diminué, que cela soit les denrées carnées mais également les fruits et légumes, les céréales, les betteraves à sucre, le coton, la luzerne. Une bonne partie de ces productions a diminué de plus de 50 %. L'ensemble a induit une forte chute de la productivité agricole de près de 30 %, avec une augmentation du nombre de travailleurs agricoles, mais principalement des travailleurs non qualifiés.
En 1996, 70 % des pâtures restent sous la propriété de l'État ou des collectivités, mais seulement 6 % de la terre arable est sous propriété publique, contre 42 % pour les exploitations coopératives et 52 % pour les fermes individuelles ou appartenant à des sociétés. En 1997, les lopins de terre représentaient près de 45 % des terres agricoles du pays.

### Situation intermédiaire: 1997 - 2003
En 2001, 1,8 million d'exploitations agricoles existent en Bulgarie, d'une superficie de 2,4 hectares en moyenne. Celles-ci sont dispersées dans près de 8 millions de parcelles d'une superficie moyenne de 0,5 hectare, soit 4,5 parcelles par exploitation
En 2003, la taille moyenne des exploitations était de 4,3 hectares. Près de 78 % des exploitations représentent ainsi que 6,8 % des terres cultivées. Une grande partie de ces exploitations produisant uniquement pour des besoins domestiques. Alors que les exploitations de plus de 50 hectares possèdent 78 % des terres cultivées, avec une superficie moyenne de 450 hectares.
Toujours en 2003, une grande partie de la superficie agricole n'est pas cultivée par ses propriétaires, mais est louée ou concédée à des exploitations coopératives ou à des entreprises. Ce fait entraîne une instabilité des exploitations qui n'ont pas une structure agraire stable, et une réduction des investissements à long terme par les propriétaires. De plus, la fragmentation des exploitations, en plus d'être un frein à la commercialisation en général, a été un frein pour la mise en place de normes européennes dans l'agriculture et donc aux exportations. En parallèle, depuis 1998, les subventions agricoles sont fortement réduites, induisant une réduction de la compétitivité agricole de la Bulgarie, et une augmentation des importations. Tous ces éléments ont induit une faible modernisation et des prix des terres agricoles très bas.
Ainsi, entre 1988 et 2003, la mécanisation de l'agriculture a fortement diminué. Il n'y a en 2003 plus qu'un tracteur pour 78 h hectares contre 32 en 1988.
Si la part de la surface cultivée exploitée par les exploitations coopératives est passée de 41 % en 1995 puis de 62 % en 2000, cette part redescend à 33 % en 2005. En parallèle, la part des entreprises agricoles passe pour les mêmes dates respectivement de 13 %, à 19 % puis à 34 %. Un certain nombre d'exploitations coopératives se sont transformées en sociétés, alors que d'autres ont suspendu leur activité,. Ainsi, les sociétés coopératives ont surtout marqué la décennie 1990, période liée à la réforme agraire, où elles ont permis de maintenir un certain niveau de production, malgré les contraintes et les changements. Entre 1995 et 2005, la taille moyenne des exploitations coopératives passe de 800 hectares à 585 hectares, et celle des entreprises agricoles de 300 hectares à 250 hectares.

### Préparation et entrée dans l'Union européenne: 2003 - Aujourd'hui
La préparation à l'adhésion à l'Union européenne a permis une certaine modernisation du cadre législatif autour de la question agraire et des transactions liées (cadastre, notariat, etc.). Entre 2003 et 2005, le nombre d'exploitations a diminué de 20 %, notamment les petites exploitations. En parallèle, la taille de la moyenne des exploitations a augmenté de 18 %. Entre 2005 et 2012, les prix agricoles ont fortement augmenté de l'ordre de 18,5 % par an, cela malgré la crise financière qui n'a eu qu'un impact temporaire et qui est effacée dès 2010. Cette flambée des prix s'explique par la préparation à l'entrée dans l'Union européenne (et donc l'arrivée des subventions de la politique agricole commune) qui attire de nombreux investisseurs tant étrangers que nationaux. Le but de ces acquéreurs, exploitants ou non, est de réunir les petites parcelles en ensembles plus grand et homogène qui ont une valeur plus importante sur le marché foncier. Dans le même temps, les prix des locations de terres agricoles et des denrées alimentaires ont également augmenté. À partir de 2010, les exploitants de grande fermes ont également pris une part de plus en plus importante sur le marché agraire, pour acquérir des terres à de petits propriétaires terriens ou à leur héritier.
Avant le 1er janvier 2014, les personnes et entreprises de citoyenneté étrangère n'étaient pas autorisées à être propriétaires, même si les entités enregistrées en Bulgarie mais de capitaux étrangers pouvaient posséder des terres.

## Structure agraire

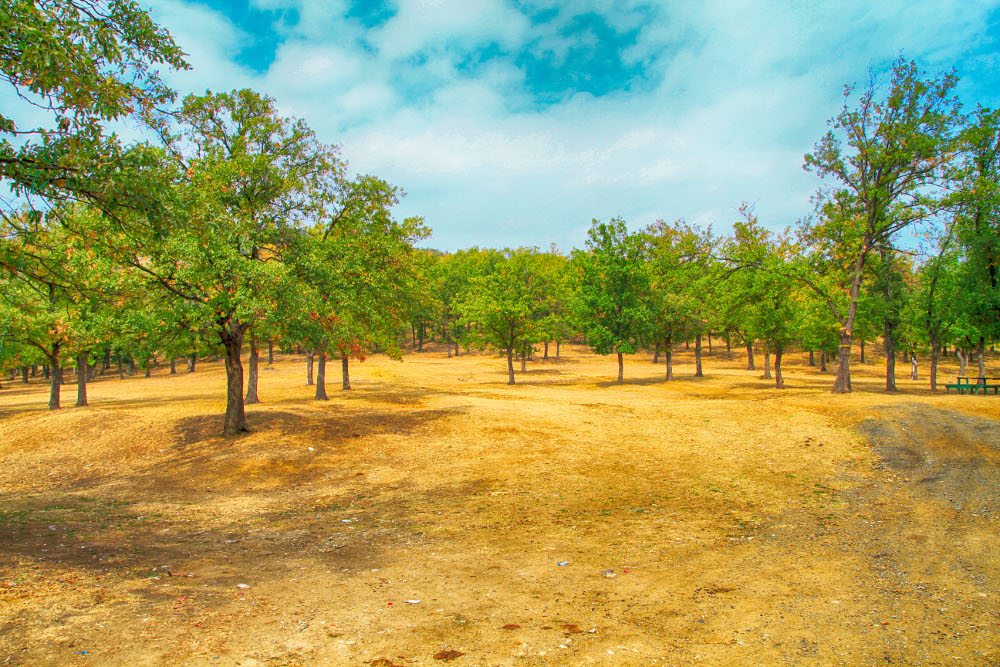
Verger près de Pomorié.

Les espaces agricoles occupent environ 6,2 millions d'hectares soit près de 55 % de la Bulgarie. Cependant 30 % de ces terres agricoles ne sont pas exploitées. Environ 4,2 millions d'hectares sont des terres arables, 1,7 million d'hectares sont alloués à l'élevage et 700 000 hectares ne sont pas mis en valeur.
Environ 80 % des surfaces cultivées sont louées ou en usufruit. 358 000 exploitations agricoles existent en Bulgarie. Environ 751 000 personnes travaillent dans l'agriculture en 2010, dont 697 000 dans un cadre familial. Le nombre de travailleurs agricoles est en diminution de 21 % entre 2007 et 2010. L'agriculture représente encore 5 % du PIB bulgare, alors qu'elle représentait 21 % du PIB en 1999 et employait 26 % de la main-d'œuvre, chiffre qui est passé à 15 % en 2000.
Les cultures liées à la production du tabac, du sucre et du vin sont celles qui ont connu les plus fortes chutes de leur volume. Alors qu'à l'inverse, les céréales et le tournesol ont vu leur culture se développer depuis l'époque soviétique.
La structure agraire de la Bulgarie se caractérise par la coexistence de structures coopératives de grande taille (700 hectares en moyenne) avec des exploitations de type « lopin de terre », c'est-à-dire de parcelles de faible superficie à composante familiale sur moins de 10 hectares. La taille des exploitations agricoles en Bulgarie est très polarisée entre les fermes de petites tailles liées à l'agriculture familiale et les exploitations de grandes tailles liées aux coopératives. En 2011, environ 150 000 hectares ont changé de propriétaires, au travers d'environ 170 000 transactions.
Les exploitations coopératives sont majoritaires dans les régions arables, et ont généralement des superficies d'environ 700 hectares, alors que les exploitations durant l'époque soviétique avaient une superficie de 14 000 hectares. Ces exploitations coopératives ont en moyenne entre 300 et 400 membres dont une vaste majorité est aussi propriétaire. Il n'y a qu'un faible nombre de ces exploitations qui possèdent des unités d'élevages. Ces exploitations sont présentes principalement dans la plaine du Danube et dans une moindre mesure dans l'Est.
Les exploitations individuelles de types lopin de terres ont une superficie moyenne de 1 hectare. Une assez grande partie de ces superficies sont de plus louées par des exploitations coopératives ou assimilées. Ces exploitations produisent essentiellement des fruits et légumes, des pommes de terre et dans une bien moindre mesure des céréales (notamment du maïs). La grande majorité de ces exploitations ne vendent pas leurs productions. Les exploitations individuelles se concentrent dans le sud et dans une moindre mesure dans les régions montagneuses de l'ouest.

## Géographie agricole

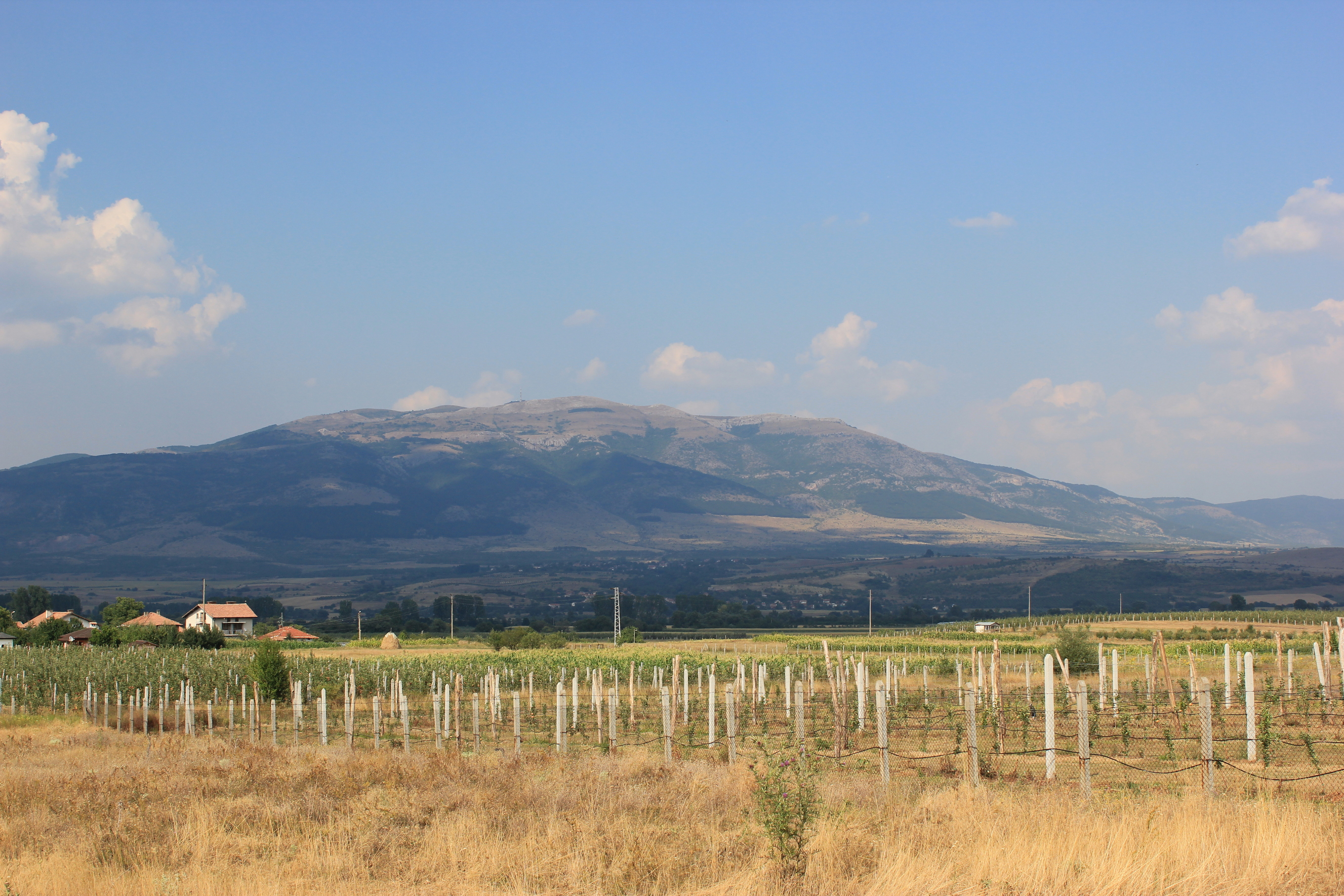
Vignoble près de Kyoustendil en Bulgarie

La géographie agricole de la Bulgarie s'explique en partie par sa topographie. L'agriculture est du pays est marquée par des plaines céréalières, au sol de type tchernoziom, comme la plaine du Danube ou la plaine de Thrace, qui sont les deux régions les plus fertiles. La plaine du Danube produit essentiellement du blé (principale culture du pays), de l'orge, du maïs, du tournesol, de la betterave, du tabac, du riz, du raisin et divers fruits issus de vergers. Dans la plaine de Thrace, les cultures sont basées sur la rose, la menthe, la lavande, le tabac. Les régions autour de la mer Noire sont basées sur le raisin, les fruits, le blé, l'orge, le coton et le maïs.
Mais il existe également des régions plus pastorales comme le massif du Grand Balkan ou les massifs de Rila et de Rhodope. Ces massifs sont marqués par la présence de sol bruns ou de sols plus acides, moins propices pour les cultures. La région du massif des Balkans possède comme principale culture, du blé, de l'orge, de l'avoine, du maïs, du tournesol, des pommes de terre, du lin, des fraises, des framboises, du raisin, et d'autres fruits. Dans les régions de l'ouest essentiellement montagneuses, les cultures sont le blé, le seigle, l'avoine, l'orge, le maïs, le tournesol, les pommes de terre, du houblon, des légumes et fruits divers, des fraises, des framboises et des pâtures. Dans les régions du sud-ouest, également montagneuses mais plus sèches, les cultures sont le riz, le sésame, le coton, l'anis, le tabac, l'arachide les abricots, les pêches, les grenades, les figues. La région de Stranja est basée essentiellement sur le tabac.

## Élevage

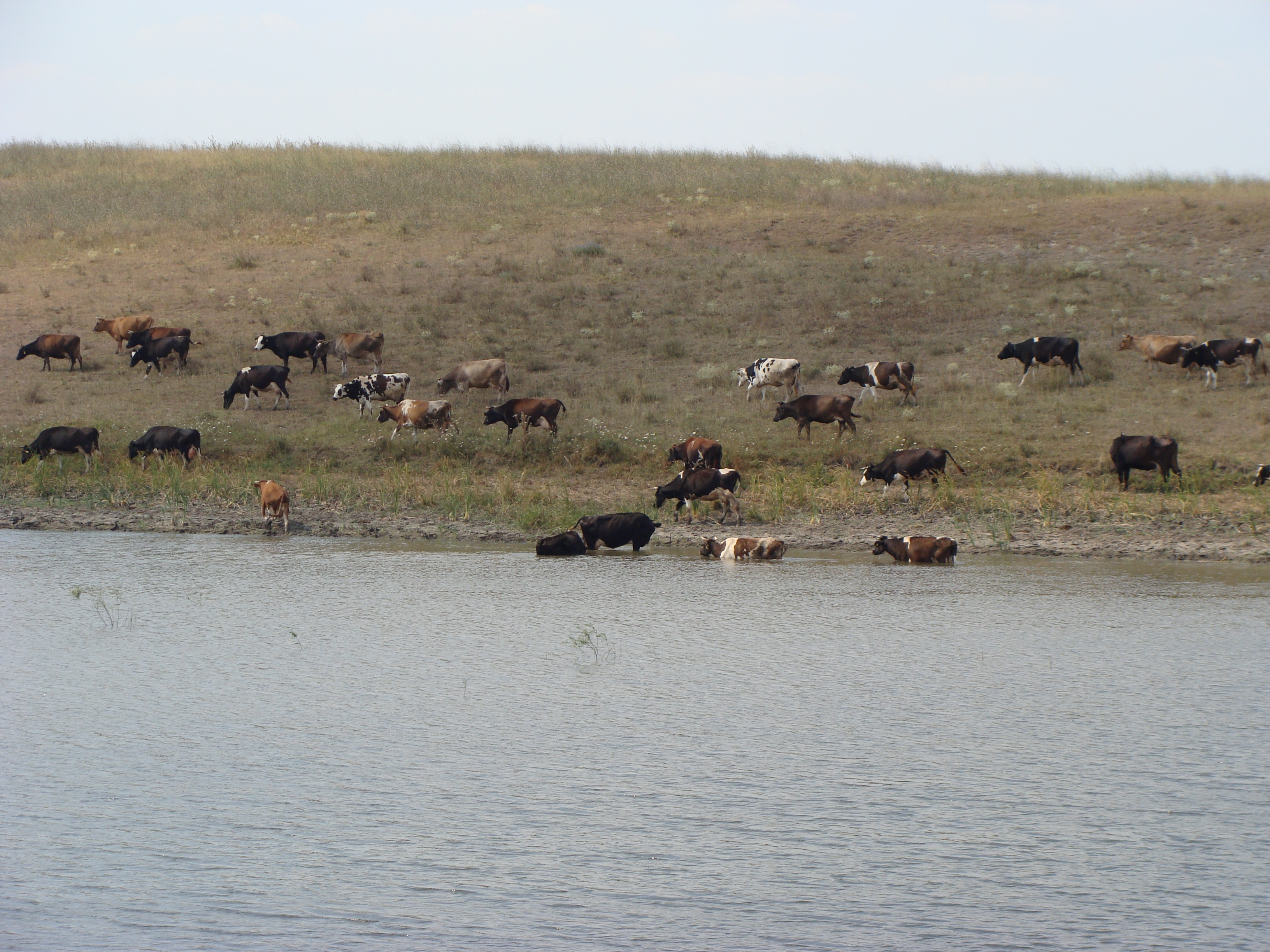
Troupeau de vaches en Bulgarie.

### Éléments statistiques
Le cheptel bulgare est passé de 1 751 000 bovins en 1985 à 672 000 en 2005, durant la même période, le nombre de moutons est passé de 10,501 millions à 1,693 million, le nombre de chèvres est passé de 473 000 à 718 000, le nombre de chevaux de 118 000 à 150 000 et le nombre de cochons de 3,734 millions à 0,931 million. Les principales évolutions ont en très grande partie eu lieu entre les années 1990 et 1995, avec un passage de 1,575 million de bovins à 638 000 bovins, de 8,130 millions de moutons à 3,398 millions de moutons, de 433 000 chèvres à 795 000 de chèvres et de 4,352 millions de cochons à 1,986 million.
En 1999, selon les statistiques officielles, le pays comptait 221 000 exploitations avec des bovins, avec une moyenne de 2,75 par exploitations qui en possède. Il y a qu'une faible proportion d'exploitations d'élevage qui possède 25 à 30 bovins ou plus.
La production laitière est en 1998 de 3 100 litres par vaches par an, pour une production globale de 1,286 milliard de litres par an, soit 151,4 litres par habitant. La production de lait de vaches est passée de 2,118 millions de tonnes en 1985, à 2,101 millions de tonnes en 1990, à 1,165 million de tonnes en 1995, passant à 1,411 million de tonnes en 2000 et enfin à 1,359 million de tonnes en 2005. En parallèle, la production de lait de brebis est passé de 0,319 million de tonnes en 1985, à 0,272 million de tonnes en 1990, 0,123 million de tonnes en 1995, 0,097 million de tonnes en 2000 pour se reprendre à 0,116 million de tonnes en 2005.
La production de viande de bœuf est passée de 132 400 tonnes en 1985, à 119 700 tonnes en 1990, à 63 300 milliers de tonnes en 1995, puis à 68 500 milliers de tonnes en 2000, pour à nouveau diminuer à 24 900 milliers de tonnes en 2005. La production de viande d'ovins est passée de 88 900 tonnes en 1985, à 60 200 tonnes en 1990, à 39 900 tonnes en 1995, à 51 300 tonnes en 2000 et enfin 36 500 tonnes en 2005. La production de viande de porc est passée de 334 300 tonnes en 1985, à 405 800 tonnes en 1990, à 256 400 tonnes en 1995, à 242 900 tonnes en 2000 et enfin à 250 000 tonnes en 2005.
Enfin, la production de laine est passée de 33 800 tonnes en 1985, à 27 800 tonnes en 1990, à 8 800 tonnes en 1995, à 7 000 tonnes en 2000 et à 6 500 tonnes en 2005.

### Histoire de l'élevage
Traditionnellement, la Bulgarie est davantage tournée vers l'élevage ovin. Cet élevage se fait traditionnellement au travers de troupeaux de grandes tailles de près 2 000 bêtes de manière semi-nomade entre massif montagneux, ou de plus petit troupeaux de 100 à 200 bêtes avec quelques vaches laitières.

### Époque communiste
Durant l'ère communiste, les systèmes de pâtures nomades ont été supprimés, avec l'instauration d'élevage hors-sol, et des infrastructures pour collecter le fourrage. Comme la production laitière, la production carnée était à l'époque soviétique principalement liée aux exploitations de grandes tailles. Ce modèle a également été supplanté par des exploitations de plus petites tailles.
Durant l'époque soviétique, l'élevage laitier est caractérisé par des exploitations de grandes tailles ayant généralement autour de 200 vaches, dans des bâtiments spécialisés pour permettre l'évacuation des déchets fécaux, l'acheminement du fourrage (herbe, luzerne, tournesols, maïs, etc.) par une allée centrale et l'utilisation de tireuse. Malgré l'ensemble de ces exploitations avaient cependant une faible productivité des bêtes et une faible productivité du travail. Ce modèle de production représentait tout de même 80 % de la production nationale de produits laitiers, le reste étant situé dans les exploitations pour usages domestiques.

### Réformes
Après la chute du bloc de l'Est, ces exploitations ont été liquidées de manière bien plus rapide que la mise en exécution de la réforme agraire. Cela s'explique d'une part par un surdéveloppement de l'élevage durant la période soviétique, de la déconfiture de grandes exploitations collectivisées, de la réduction du pouvoir d'achat de la population dans les années 1990, induisant une chute de la consommation de viande mais également de la perte de marché d'exportation en Europe de l'Est. Le bétail a été distribué aux employés de ces exploitations, qui ne possédaient généralement pas des équipements adaptées et du fourrage nécessaire pour les nourrir. Cela a induit un grand nombre d'abattage de bêtes, avec une diminution de moitié du cheptel entre 1990 et 1995. À la suite de cet épisode, la production laitière et carnée s'est concentrée dans les exploitations de faibles tailles à usage domestique, avec en moyenne deux vaches par exploitation en possédant. En 1997, la plus grande exploitation du pays possédait 700 vaches, et environ 200 exploitations avaient plus de 20 vaches laitières. Au total, la production carnée diminue de près de 40 % entre 1989 et 1998. D'autres produits comme le lait ou les œufs subissent encore une forte chute de près de 45 % sur cette même période ou de 85 % pour la laine.
Si le fourrage était à l'époque soviétique composé de maïs avec de la luzerne, du foin et d'autres apports, pour faire un fourrage équilibré ; les fourrages depuis les années 1990 présentent souvent des carences en protéines, avec la présence de davantage d'herbe. Un point positif est l'utilisation bien plus massive de la pâture en été. Après 1990, une grande partie des pâturages sont restés dans la propriété publique, induisant des vaines-pâtures de facto.
La plupart du bétail est aujourd'hui situé dans les fermes de petites tailles pour les besoins domestiques, que cela soit les chèvres, vaches ou moutons. Cela s'explique également par le faible niveau de vie qui ne permet pas aux populations rurales d'accéder suffisamment aux denrées alimentaires commerciales. La plupart du bétail, bovin et caprin est situé dans les régions montagneuses de par la présence de pâturages. La Bulgarie est présent aujourd'hui surtout dans l'élevage porcin et ovin. Environ 40 % de la production des produits de l'élevage serait mis officiellement sur le marché, le reste serait de l'autoconsommation, du troc et de la vente directe.

## Sylviculture

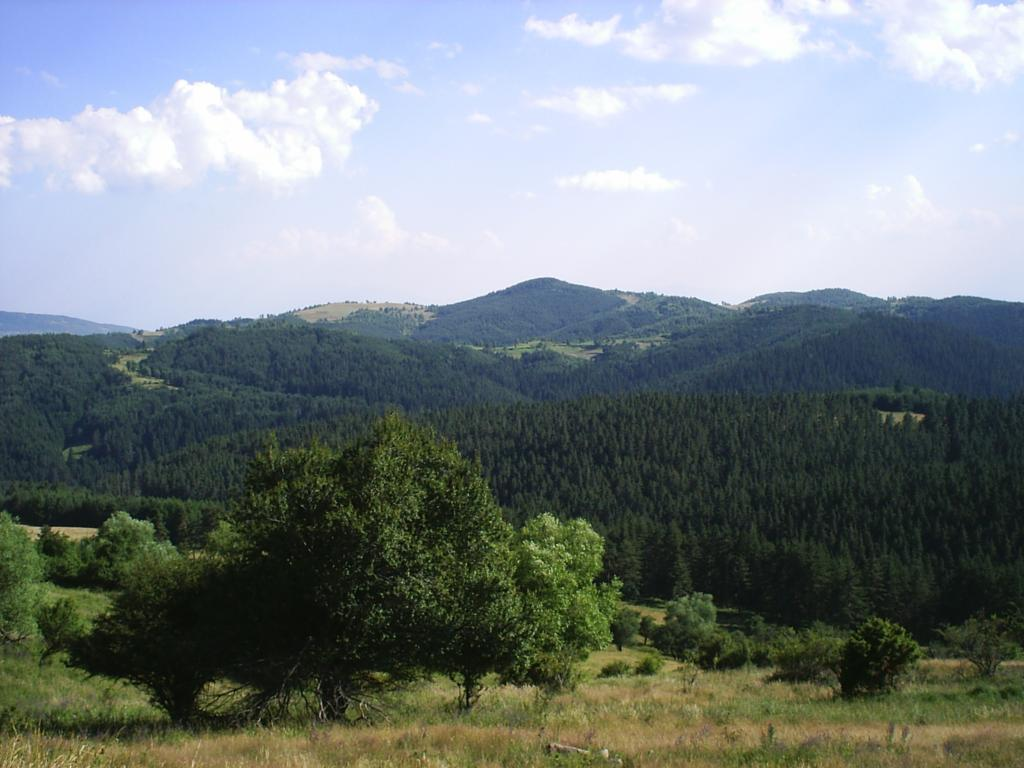
Forêts près de Marash en Bulgarie.

Liée au recul de la production agricole, la surface forestière est passée entre 1990 et 2005 de 3,457 millions d'hectares à 3,652 millions d'hectares. Sur cette superficie, c'est essentiellement la forêt non exploitée dite « primaire » qui a vu sa superficie augmenté passant entre 1990 et 2000 de 267 000 hectares à 396 000, la forêt dite « semi-naturel » passant de 992 000 hectares à 885 000 hectares sur les mêmes périodes. Alors que les plantations stricto-sensu passent de 22 000 hectares à 31 000 hectares, toujours entre 1990 et 2000.
Les principales régions forestières sont les régions de Rila, Rhodope et du massif du Grand Balkan.

## Pêche
Le pays avait une flotte de pêche importante dans les années 1980, qui s'est fortement réduite depuis.

## Politique agricole
Durant les années 1990, les politiques agricoles visent à soutenir la production malgré la réforme agraire, notamment en réduisant les impôts sur les exploitations agricoles, tout en limitant les prix des denrées agricoles notamment celles de base (pains, viandes, lait, etc.),. Depuis les années 1995-1997, la politique agricole a été redéfinie avec une approche bien plus libérale, notamment en termes de contrôle des prix. Les politiques de contrôles des prix existent pour un ensemble de 15 produits agricoles, mais touche plus particulièrement le blé. Ces contrôles sur le prix du blé durent au moins jusqu'en 2006. Cette réduction des prix agricoles a cependant mis en difficulté le secteur en raison de l'augmentation rapide des coûts de production et surtout des intrants, induisant de fait une baisse de production et de productivité faute d'intrants en quantité suffisante. De plus, la baisse importante de la population (plus de 10 %), ainsi que la baisse de consommation par personne de biens des denrées agricoles en Bulgarie n'a également pas soutenu l'augmentation des prix agricoles.
En 1995, le State Fund Agriculture (SFA) est mis en place pour subventionner l'agriculture bulgare. Le SFA a eu un budget d'environ 40 millions de dollars en 2000.
À partir de 2001, la production de lait est subventionnée en fonction de son volume pour les exploitations de plus de 200 bêtes ou en régions en retard de développement. Le lait était déjà un des produits agricoles où l'État a le plus soutenu l'activité depuis 1990.
Entre 2003 et 2005, les principales aides agricoles sont des aides à l'hectare (ou par tête de bétail), des aides à la reprise de terres agricoles abandonnées, des aides à l'exportation, des crédits à taux bonifié et des intrants subventionnés. Ces aides sont renforcées pour certaines cultures notamment pour le blé. En 2006, le gouvernement a un budget de 338 millions d'euros pour aider, coordonner et réglementer l'agriculture via sa politique agricole.
Entre 2000 et 2007, la Bulgarie reçoit des subventions du programme d'Instrument d'aide de préadhésion (SAPARD), de l'Union européenne. Ce programme est centré sur l'agriculture et le milieu rural. Il peut ainsi aider directement les exploitants, mais aussi de manière indirecte aider à la mise en place d'infrastructures non spécifiques en tissu rural. La Bulgarie reçoit près de 10 % des fonds totaux sur cette période soit environ 52 millions d'euros en 2000 et 82 millions d'euros en 2006. Ils bénéficient avant tout aux sociétés agricoles et dans une moindre mesure aux exploitations coopératives. Ce programme est lié en Bulgarie au programme étatique, National Agriculture and Rural Development Plan (NARDP), voté en novembre 1999 qui a également lieu sur la période 2000-2006.
Les subventions agricoles sont composées en 2012 de 25,4 leva pour dix hectares dont 22,4 proviennent de l'Union européenne et 0,3 du gouvernement bulgare.
Les principales difficultés que connaît la politique agricole commune en Bulgarie sont liées à la réforme agraire, ayant créé des difficultés pour définir les propriétaires fonciers et qui a fragmenté et dispersé les propriétés foncières agricoles. En parallèle, les systèmes juridiques, d'assurances, d'infrastructures et de support autour de l'agriculture ne sont pas opérationnels ou dysfonctionnels en partie, ne permettant pas d'aider suffisamment les exploitations.

## Commerce extérieur

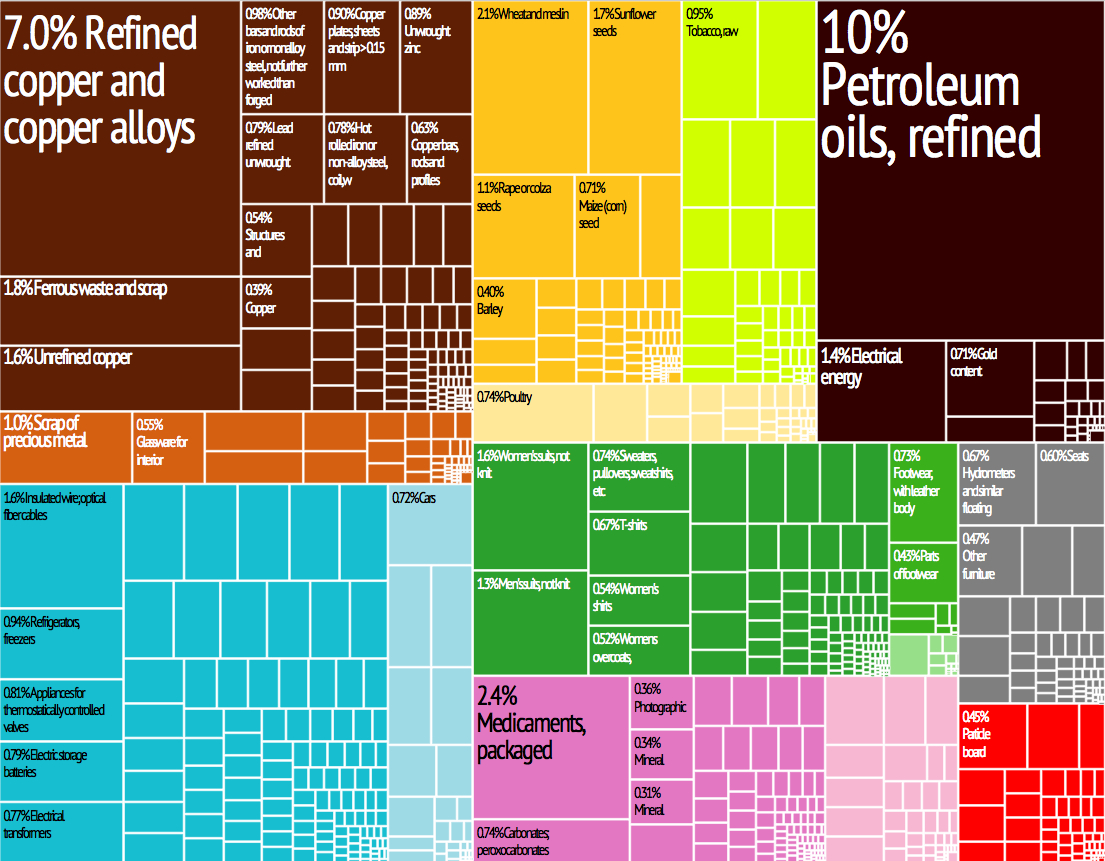
Tableau des exportations de la Bulgarie.

À l'époque soviétique, l'État bulgare possédait le monopole sur les exportations et les importations agricoles. Le commerce agricole bulgare était principalement lié aux pays du bloc de l'Est. Dans les années 1970, la Bulgarie est l'un des plus grands exportateurs mondiaux d'huile essentielle de rose, de tabac et un important exportateur de fruits et légumes, de vins, de produits carnés, de produits en conserve
À partir de 1991, le commerce et notamment le commerce extérieur s'est libéralisé, tout en ayant d'importants freins via des droits de douane qui sont restés longtemps très élevés ainsi que d'autres mesures (interdictions, quotas, licence, taxes). Alors que les faibles prix des denrées agricoles du marché intérieur incitent à contourner les mesures de restriction des exportations. Cependant en 1991, les exportations agricoles chutent fortement et ne représentent plus que 20 % des exportations totales de 1989. Même durant les années difficiles de la décennie 1990, le secteur agricole a représenté une large partie des exportations et des importations totales du pays. Cette libération est cependant instable et les mesures d'encadrement du commerce de denrées agricoles changent fréquemment entre 1991 et 1998, entrainant des difficultés pour les producteurs.
Entre décembre 1995 et septembre 1997, les mesures d'encadrement du commerce extérieur ont par exemple changé 25 fois. Depuis, les licences d'exportations et d'importances sont cependant des mesures définitivement supprimées. De même, plusieurs taxes sur les produits agricoles exportés sont également supprimées. Enfin les contrôles des prix agricoles ont également disparu réduisant les distorsions de concurrences avec les autres pays. Les taxes d'importations sur les engrais sont également passés de 40 % à 35 % en 1999 puis à 25 % en 2001 et 20 % en 2002.
Par la suite, les nombreux accords de commerces tant l'accord de libre-échange centre-européen (en 1998), les accords avec l'Union européenne (accord d'association en 1993) ou avec l'OMC (membre depuis 1997), ont encadré les politiques liées au commerce agricole. Alors que jusqu'à 1990, les exportations agricoles étaient dirigées à 80 % vers l'Europe de l'Est, au début des années 1990, le commerce de produits alimentaires s'est transféré vers l'Union européenne (avec près de 54 % des exportations bulgares dans ce secteur en 1992) et les États-Unis. Puis ce commerce s'est redéveloppé avec les pays d'Europe de l'Est, ainsi les exportations avec l'Union européenne sont retombées à 27 % en 1997. Les principaux produits exportés sont le vin, le tabac, les fruits et légumes, mais aussi la viande ovine, le blé. Les importations principales sont la viande, le sucre, l'huile et les agrumes.
En 2005, les exportations agricoles représentaient 9 % du total des exportations et les importations agricoles représentaient 5 % des importations

### Importations et exportations des produits de l'élevage
En matière d'importations, celles de viandes de bœuf sont passées de 1 444 tonnes en 1985, à 9527 tonnes en 1990, à 25 588 tonnes en 1995, à 8 521 tonnes en 2000 et à 33 239 tonnes en 2004. La viande d'ovins a fait l'objet de 355 tonnes d'importation en 1995, de 13 174 tonnes en 1990, de 12 tonnes en 1995, de 100 tonnes en 2000 et de 25 tonnes en 2004. Les importations de fromages sont de 215 tonnes en 1985, de 1 376 tonnes en 1990, de 4 431 tonnes en 1995, de 1 906 tonnes en 2000 et de 4 108 tonnes en 2004. Enfin le lait a fait l'objet de 78 800 tonnes d'importations en 1985, de 67 400 tonnes en 1990, de 83 400 tonnes en 1995, de 76 300 tonnes en 2000 et de 164 200 tonnes en 2004.
En termes d'exportations, la Bulgarie a exporté 9 361 tonnes de viandes bovines en 1985, 3 310 tonnes en 1990, 1 273 tonnes en 1995, 203 tonnes en 2000 et 90 tonnes en 2004. Elle a exporté 21 063 tonnes de viandes ovines en 1985, 16 871 tonnes en 1990, 1 773 tonnes en 1995, 5 300 tonnes en 2000 et 7 047 tonnes en 2004. Enfin, le pays a exporté 29 901 tonnes de fromages en 1985, 17 124 tonnes en 1990, 8 600 tonnes en 2000 et 15 170 tonnes en 2004.